# Cecilia Petersdotter
Cecilia Petersdotter, eller Pädersdotter, död 30 september 1465, var en svensk katolsk birgittinnunna och abbedissa electa av Vadstena kloster.

## Biografi
Cecilia Petersdotter var från Steninge[var?].
Hon inträdde i Vadstena kloster, tillhörande Birgittinorden, 1412.
Cecilia Petersdotter beskrivs som from, klok och hovsam och hade stort anseende i klostret bland både nunnor och munkar.
Då Katarina Bengtsdotter avgick från sitt ämbete på grund av obotlig sjukdom den 20 september 1456, valdes Cecilia Petersdotter den 22 september till hennes efterträdare. Trots att hon valts enhälligt av både nunnor och munkar vägrade hon att acceptera utnämningen och höll sig gömd i en vrå under flera timmar. Varken argument eller hotelser fick henne att ta emot ämbetet. Därför ansåg sig klostret tvunget att utlysa nyval, och utnämnde i stället Katarina Ulfsdotter.